# حركة 25 فبراير
حركة 25 فبراير هي حركة شعبية مكونة من مجموعة شباب موريتانيين. اشتهرت الحركة بعد قيامها بعدة احتجاجات داخل الأراضي الموريتانية بقيادة أفراد مجهولي الهوية، وقد نُظمت معظم الإضرابات والاحتجاجات عن طريق وسائل التواصل الاجتماعي قبل أن تخرج للواقع.
تُحاول المجموعة أيضا جذب أعضاء جدد من خلال الاعتماد على الوسائل المباشرة بما في ذلك توزيع المنشورات والملصقات وما إلى ذلك.

## التاريخ
أول ظهور لهذه الحركة المعارضة كان تحت اسم الهيئة التنسيقية لـ 25 فبراير ولكن هذه المجموعة سرعان ما انهارت بسبب التوترات الداخلية والخلافات بعض أعضاء الفريق بسبب رغبة البعض في إجراء حوار مع حكومة الرئيس ولد عبد العزيز وهذا ما كان يرفضه الغالبية الذين رأوا في هذه الخطوة خيانة لحركة معارضة لا زالت صغيرة ولا زالت تُفكر في القيام بالكثير.
بعد حل المجموعة، تشكلت مجموعة جديدة لكن هذه المرة تحت اسم ائتلاف شباب 25 فبارير، وقد تمكنت هذه المجموعة من فرض نفسها حيث جذبت كمية كبيرة من الدعم في أوساط الشباب الموريتاني. في أعقاب القمع الحكومي ضد هذه المجموعة التي شكلت خطرا على الحكومة تأسست ما يُعرف اليوم بـ حركة 25 فبراير التي حظيت بشهرة عالية ولا زالت قائمة حتى هذا اليوم.

## المطالب
نشرت الحركة قائمة طويلة تضم 28 مطلبا، بما في ذلك المطالبة بحل كل المشاكل السياسية والاقتصادية في البلاد، كما تتضمن مطالب هذه المجموعة إبعاد الجيش عن السياسية الموريتانية والقضاء على العنصرية وتحسين ودعم حقوق المرأة بالإضافة إلى إصلاح النظام التعليمي في البلاد وإنهاء الفساد المستشري داخل الحكومة وتعزيز المجتمع المدني الموريتاني وتجديد السياسة الخارجية حتى تستطيع تمثيل مواطنيها ومصالحهم بشكل أفضل.

## علاقات مع جماعات معارضة أخرى
سعت الحركة إلى ربط علاقات وثيقة مع حركات احتجاجية موريتانية أخرى بما في ذلك حركة تنسيق المعارضة الديمقراطية وحركة لا تلمس جنسيتي ثم حركة إيرا-موريتانيا.

## الانتقادات
تعرضت الحركة لانتقادات كثيرة من بينها عدم التنوع حيث أن معظم أعضاء المجموعة ونشطاء هم عرب وبالتالي لم تكن هناك تمثيلية أوسع للمجتمع الموريتاني الذي يتكون من العرب المنحدرين من أصل أفريقي والسود.